# En marche (Colombie)
Pour les articles homonymes, voir En marche (homonymie).
En marche (en espagnol : En marcha) est un mouvement politique social-libéral fondé en novembre 2018, transformé en parti politique en décembre 2022.
Le mouvement est isolé entre 2018 et 2021, puis rejoint une coalition centriste en 2021, fait élire 3 sénateurs avec l'Alliance sociale indépendante, devient un parti politique en décembre 2022 et rejoint le gouvernement de Gustavo Petro en avril 2023.

## Historique

### Création en novembre 2018
En novembre 2018, Juan Fernando Cristo annonce la création de son mouvement politique et citoyen En marche, en rupture avec le Parti libéral colombien.
Le mouvement est né d'une contestation interne au Parti libéral, s'opposant au ralliement et soutien du parti envers le président Iván Duque.
Le mouvement reprend l'idéologie du social-libéralisme et la volonté politique pacifiste, que le Parti libéral aurait abandonné selon leurs dirigeants.

### Législatives de 2022 et soutien à Gustavo Petro
Entre 2021 et 2022, le mouvement En marche est membre de la Coalition du centre de l'espoir (es) et présente neufs candidats avec la coalition lors des élections législatives de 2022, investis avec l'Alliance sociale indépendante.
À l'issue des élections législatives, trois candidats sont élus sénateurs : Guido Echeverri (es), Gustavo Moreno et Jairo Castellanos, ils rejoignent le groupe parlementaire de l'Alliance sociale indépendante.
Après avoir soutenu le candidat Sergio Fajardo, de la Coalition du centre de l'espoir (es) au premier tour de l'élection présidentielle de 2022. Le 11 juin, Juan Fernando Cristo annonce que son mouvement soutiendra Gustavo Petro pour le second tour du 19 juin, sans abandonner son « esprit libéral et critique », une position contraire à la Coalition du centre de l'espoir (es), qui avait appeler à voter blanc ou pour Rodolfo Hernández.

### Création du parti et ralliement au gouvernement de Petro
En décembre 2022, en raison de l'élection de trois sénateurs lors des élections législatives et un résultat électoral suffisant avec 3 sénateurs, le Conseil national électoral a reconnu le mouvement en tant que nouveau parti politique.
En février 2023, la première assemblée du parti annonce la nomination de Juan Fernando Cristo en tant que Directeur national, président du parti. Mais également l'assemblée annonce reconnaitre trois sénateurs : Guido Echeverri (es), Gustavo Moreno et Jairo Castellanos.
Les trois sénateurs élus confirment ensuite leur rupture avec l'Alliance sociale indépendante, étant reconnus comme membres du mouvement d'En marche depuis leurs élections, ils annoncent quitter le groupe de l'ASI, créant un groupe d'En marche au Sénat.
Plus spécifiquement, après cette annonce, les trois sénateurs ont été expulsés du groupe parlementaire de l'Alliance sociale indépendante au Sénat, le parti arguant d'une rébellion ouverte et de ne pas avoir respecté les règles de prises de décisions en réunion de groupe.
En mars 2023, le dirigeant du nouveau parti Juan Fernando Cristo annonce que ses adhérents voteront en ligne pour décider si le parti doit soutenir (ou non) le gouvernement de Gustavo Petro. Le 22 avril, le parti publie sur son compte Twitter les résultats, les adhérents souhaitant majoritairement le soutien au gouvernement Petro à 67% pour, 26% souhaitant l'indépendance et 3% dans l'opposition.

## Organisation

### Directeur national
| Nom | Nom | Nom                  | Fonction                                       |
| --- | --- | -------------------- | ---------------------------------------------- |
|     |     | Juan Fernando Cristo | Ancien ministre de l’Intérieur Ancien sénateur |

## Parlementaires

### Sénateurs
| Nom | Nom | Nom                  | Fonction |
| --- | --- | -------------------- | -------- |
|     |     | Guido Echeverri (es) | Sénateur |
|     |     | Gustavo Moreno       | Sénateur |
|     |     | Jairo Castellanos    | Sénateur |